# Laguna Hedionda (Sud Lípez)
La laguna Hedionda es una laguna altoandina de Bolivia, ubicada en la región del Altiplano andino. Administrativamente se encuentra en el municipio de San Pablo de Lípez de la provincia de Sud Lípez en el departamento de Potosí, a una altitud de 4532 m s. n. m. Tiene unas dimensiones de 2,52 km de largo por 2,43 km de ancho con una superficie de 3,2 km². La longitud de su costa es de 8 km.
Se encuentra a 10 km al noreste del salar de Chalviri.